# Ghosts of the Abyss
Ghosts of the Abyss è un film documentario del 2003 girato in IMAX 3D diretto da James Cameron e prodotto da Walt Disney Pictures e Walden Media, si tratta del primo film 3D prodotto dalla Disney.

## Trama
Il regista canadese James Cameron torna a visitare il relitto del transatlantico RMS Titanic, affondato il 15 aprile 1912 a causa dello scontro con un iceberg, dove si era recato sei anni prima per girare alcune scene del suo celebre film Titanic, pellicola che ha conquistato il maggiore incasso di sempre nei cinema di tutto il mondo ed è stata insignita di ben 11 premi Oscar. Utilizzando le più recenti tecnologie, il regista esplora e filma parti della nave che non aveva potuto visionare durante le sue precedenti visite. A bordo della nave, oltre a marinai e scienziati, viene invitato anche l'attore Bill Paxton, amico di Cameron, che nel film del 1997 aveva interpretato il ruolo di Brock Lovett, l'esploratore e cacciatore di tesori che dava inizio alla vicenda.

## Distribuzione
Il film fu proiettato fuori concorso al festival di Cannes del 2003, in seguito ebbe una limitata distribuzione cinematografica ma divenne ugualmente popolare venendo incluso tra i contenuti speciali del DVD di Titanic. Esiste anche una edizione DVD speciale allungata di mezz'ora.